# Retrat de la senyora Guillaume
Retrat de la senyora Guillaume (Portrait de Madame Paul Guillaume) és un quadre de Marie Laurencin dipositat al Museu de l'Orangerie de París.

## Història
Juliette Lacaze (1898-1977), nascuda al sud-est de França, es va traslladar a París a finals de la dècada del 1910. Molt bella i amb una forta personalitat, va començar a treballar a un cabaret de Montparnasse on va tindre els seus primers contactes amb l'escena artística d'avantguarda i, potser també, amb el marxant d'art Paul Guillaume amb el qual es va casar el 1920 i la va presentar a l'alta societat parisenca. Marie Laurencin era un dels artistes associats amb Paul Guillaume i en aquella època iniciava la seua carrera com a retratista. Per tant, no és sorprenent si la senyora Guillaume li volgués encarregar el seu retrat pintat com un símbol de fama i riquesa.
Aquest retrat de la muller de Paul Guillaume, publicat l'any 1929, no ha pogut ésser datat amb certesa. Geneviève Allemand proposa "cap al 1928", any en què la pintora i la model realitzaren una estada juntes a Normandia. Per a justificar una data tardana, l'autora apunta elements com la reaparició del nas, absent dels rostres pintats per Marie Laurencin durant els anys 1920-1925, i la tècnica, més llisa, que anuncia els retrats posteriors a 1930. D'altra banda, hom retroba en aquesta composició els accessoris habituals de l'artista -les flors, la cortina, el llarg mocador-, com també la companyia d'un animal misteriós.

## Descripció
Waldemar George, després d'entronitzar l'artista "Infanta de Velázquez", descriu aquest oli sobre tela de 92 × 73 cm en els següents termes:
| « | "Un Retrat de la Senyora Guillaume caracteritzada d'ingènua de l'època de la Monarquia Censatària. Blaus, roses, grisos. La taca negra i opaca dels cabells llisos i la brillantor dels ulls incandescents trenquen la gamma diàfana dels tons pastel. Les filles dels vells carlistes, aquests suprems defensors de les idees cavalleresques refugiats a l'Amèrica Central, les noies promeses als molt nobles caballeros, tenien aquesta mateixa manera de portar el cap, aquests canells fins i la cintura massa arquejada de la model de la senyora Laurencin..." | » |

Marie Laurencin la va retratar asseguda, pensativa i lleugerament inclinada cap a un costat. El seu posat, el seu vestit i la bufanda de color rosa es fan ressò de la cortina de la dreta de la pintura. Laurencin inclou els seus motius favorits al llenç: un gos gris que s'assembla a una cérvola i amb les potes creuades, un ram del qual la model ha escollit una flor, etc. La semblança del retrat amb la model ha estat accentuada per l'artista, ja que, en general, només pintava cares estilitzades i similars: el cap amb els cabells castanys, la línia marcada de les celles per damunt dels grans ulls brillants i la fesomia són els trets físics característics de la model.